# Kwun Tsai
Kwun Tsai (kinesiska: 觀仔, 观仔) är en ö i Hongkong (Kina). Den ligger i den östra delen av Hongkong.